# Wissen
Wissen település Németországban, Rajna-vidék-Pfalz tartományban. Lakosainak száma 8648 fő (2023. december 31.).

## Népesség
A település népességének változása:
| Lakosok száma | 8637 | 8314 | 8419 | 8354 | 8302 | 8543 | 8648 |
|               | 1975 | 2015 | 2017 | 2019 | 2021 | 2022 | 2023 |